# Powiat bialski (Monarchia Habsburgów)
Powiat bialski (łac. circulus Zültensis) – powiat sądowy Monarchii Habsburgów, istniejący w latach 1532–1742. Jego siedzibą było miasto Biała.

## Geografia
Obszar powiatu bialskiego charakteryzował się licznymi wzniesieniami. Powierzchnia powiatu wynosiła 81 km².

## Historia
Powiaty sądowe uformowały się na Śląsku wokół niektórych miejscowości z prawami miejskimi, zastępując kasztelanie (wcześniej okręgi grodowe). Każde miasto, które zostało siedzibą powiatu, posiadało własny sąd, który stał się instytucją apelacyjną dla sądów wiejskich. Jednocześnie Biała stała się ośrodkiem sądowniczym dla okolicznych wsi oraz centrum gospodarczym, gdzie na organizowanych co tydzień targach można było kupić oraz sprzedać własny towar. Prawo milowe zabraniało osiedlania się rzemieślnikom w promieniu 1 mili od miasta, a w karczmach można było sprzedawać tylko piwo miejskie. Mieszkańcy wsi w razie potrzeby mogli schronić się w murach miasta lub zamku. W zamian byli zobowiązani do odnawiania murów obronnych miasta i zamku.
Po wojnach śląskich teren Śląska został podzielony (ostatecznie w 1763) pomiędzy Królestwo Prus i Monarchię Habsburgów. Do państwa Hohenzollernów włączono większą część Śląska, w tym powiat bialski. Królestwo Prus zdobyte terytorium nazwało prowincją Śląsk i w 1741 podzieliło na 2 departamenty kameralne. Powiaty prudnicki, bialski, głogówecki oraz gmina Ścinawa Mała zostały połączone w jeden wspólny powiat prudnicki, na czele którego stał starosta.

## Mieszkańcy
Mieszkańcy powiatu bialskiego w większości posługiwali się językiem polskim.

## Struktura
W 1736 w skład powiatu wchodziły:
- miasto Biała
- wsie: Grabina, Józefówek, Kolnowice, Ligota Bialska, Miłowice, Otoki, Prężyna, Prężynka, Stare Miasto, Szonowice, Śmicz, Wasiłowice